# Spello
Spello ist eine italienische Gemeinde mit 8270 Einwohnern (Stand 31. Dezember 2023) in der Provinz Perugia in Umbrien. Die Stadt ist Mitglied der Vereinigung I borghi più belli d’Italia (Die schönsten Orte Italiens).

## Geografie
Spello liegt 6 km nordwestlich von Foligno und 33 km südöstlich der Regional- und Provinzhauptstadt Perugia am Fuße des Berges Monte Subasio in der klimatischen Einordnung italienischer Gemeinden in der Zone D, 2075 GR/G.
Der historische Ortskern besteht aus drei Stadtteilen: dem südlichen Quartier Porta Chiusa, dem zentralen Mezota und dem höher gelegenen Posterula (bzw. S. Martino).
Zu den Ortsteilen (frazioni) gehören Aquatino (204 Höhenmeter, ca. 100 Einwohner), Capitan Loreto (223 Höhenmeter, ca. 1000 Einwohner), Collepino (600 Höhenmeter, ca. 50 Einwohner), Crocefisso (208 Höhenmeter, ca. 60 Einwohner), Limiti (193 Höhenmeter, ca. 100 Einwohner), Ponte Chiona (227 Höhenmeter, ca. 200 Einwohner) und San Giovanni (636 Höhenmeter, ca. 15 Einwohner).
Die Nachbargemeinden sind Assisi, Bevagna, Cannara, Foligno und Valtopina.

## Geschichte

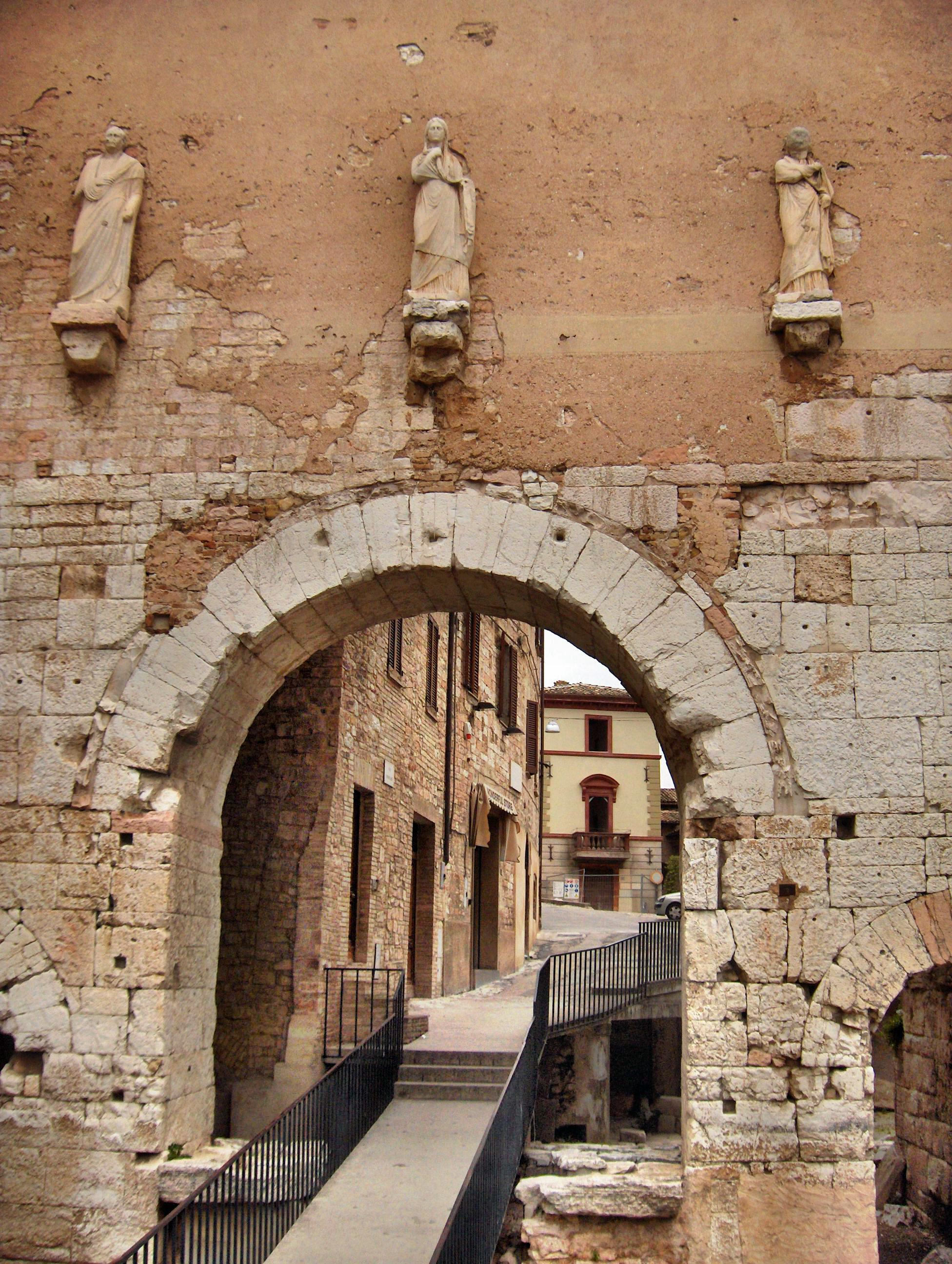
Porta Consolare

Ursprünglich eine selbstständige umbrisch-etruskische Gemeinde, geriet die Siedlung im 3. Jahrhundert v. Chr. unter römische Herrschaft und erhielt den Namen Hispellum. 89 v. Chr. wurde sie in ein Municipium umgewandelt. Während der Zeit der Triumvirate kurz vor Beginn der abendländischen Zeitrechnung erhielt Hispellum den Titel Colonia Julia, was mit der Verleihung des römischen Bürgerrechts an die Bewohner der Stadt verbunden war. Die Ortschaft gehörte nach der Verwaltungsreform des Augustus zur Regio Sexta der insgesamt elf Regionen Italiens. Augustus erweiterte den Besitz von Hispellum um große Ländereien, zu denen auch die südlich von Trevi gelegenen Quellbäder des alten umbrischen Gottes Clitumnus (heute Fonti del Clitumno) zählten. Unter Augustus errichtete man auch die Stadtmauer und mehrere Tore, die zum Teil bis heute erhalten sind.
Kaiser Konstantin stiftete der Stadt zu Ehren seines dynastischen Geschlechts einen Tempel für die Gens Flavia und benannte sie in urbs Flavia Constans um. Die gewachsene Bedeutung der Siedlung zeigt sich auch in einer weiteren Verordnung Konstantins aus dem Jahr 333 n. Chr.: die Verlegung der jährlichen Feierlichkeiten des fanum Voltumnae in die Stadt. Das fanum Voltumnae (Heiligtum der etrurischen Gottheit Voltumna) befand sich ursprünglich in Volsinii (vermutlich Orvieto), wo sich auch alljährlich die Mitglieder des etrurischen Städtebundes zu ihrer Bundesversammlung trafen.
Nach der Zeit der so genannten Barbareneinfälle im 6. Jahrhundert gelangte Spello in den Besitz des Langobarden-Herzogtums Spoleto, unter dessen Herrscher Faroald I. es zu einem bescheidenen wirtschaftlichen und kulturellen Aufschwung kam. Im 12. Jahrhundert war Spello eine freie, eher ghibellinisch gesinnte Kommune – trotz der formalen Zugehörigkeit des langobardischen Herzogtums zum Kirchenstaat durch die „Pippinische Schenkung“. Die Abtretung des ab 487 belegten Bischofssitzes nach Spoleto im Jahre 1130 trug dazu bei, den kirchlichen Einfluss auf städtische Belange gering zu halten. Das Titularbistum Hispellum geht auf diesen erloschenen Bischofssitz zurück.
1240 plünderte und brandschatzte das Heer Friedrichs II. bei seinem Feldzug gegen den Kirchenstaat die kleine Stadt, weil sie die Anerkennung der kaiserlichen Autorität verweigert hatte. Durch Kriege mit Assisi und Foligno geschwächt und wegen erbittert geführter interner Auseinandersetzungen zwischen städtischem Adel und Bürgertum zerrissen, schloss sich Spello dem mächtigeren Perugia an.
Doch die Siedlung blieb auch in den folgenden Jahrzehnten nicht unversehrt: 1529 wurde die Stadt geplündert, 1535 mussten die Mauern geschleift werden. Schließlich fiel Spello im Jahr 1583 vollständig an den Kirchenstaat.

## Sehenswürdigkeiten
Stadtmauern und Befestigungsanlagen

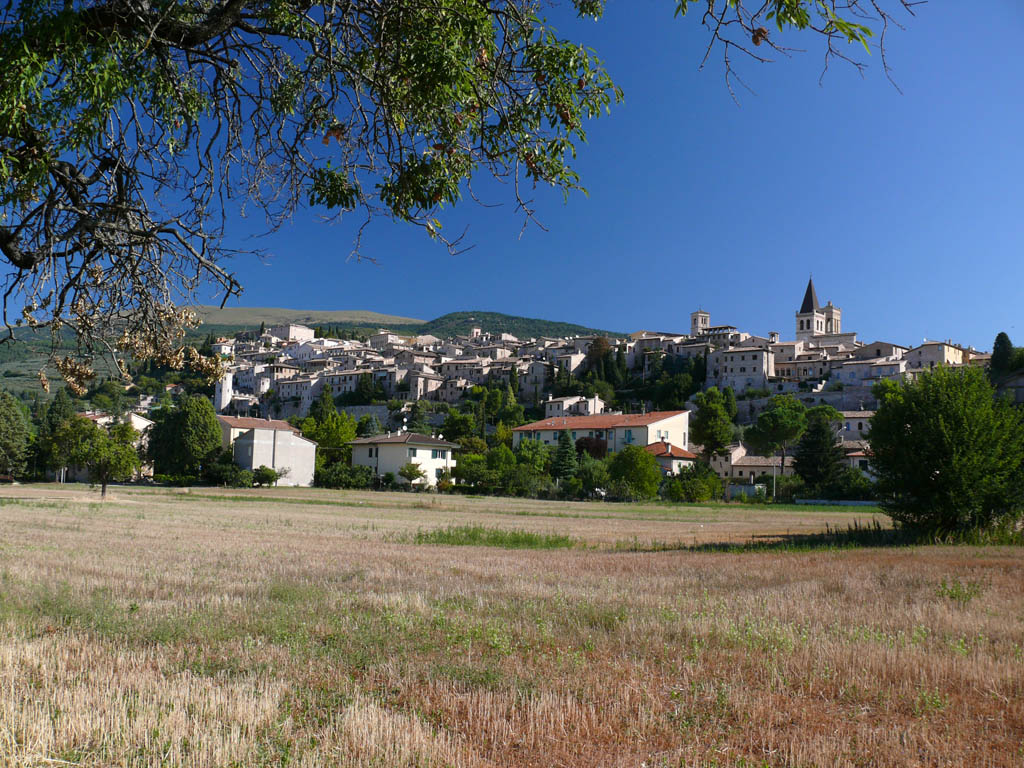
Stadtansicht

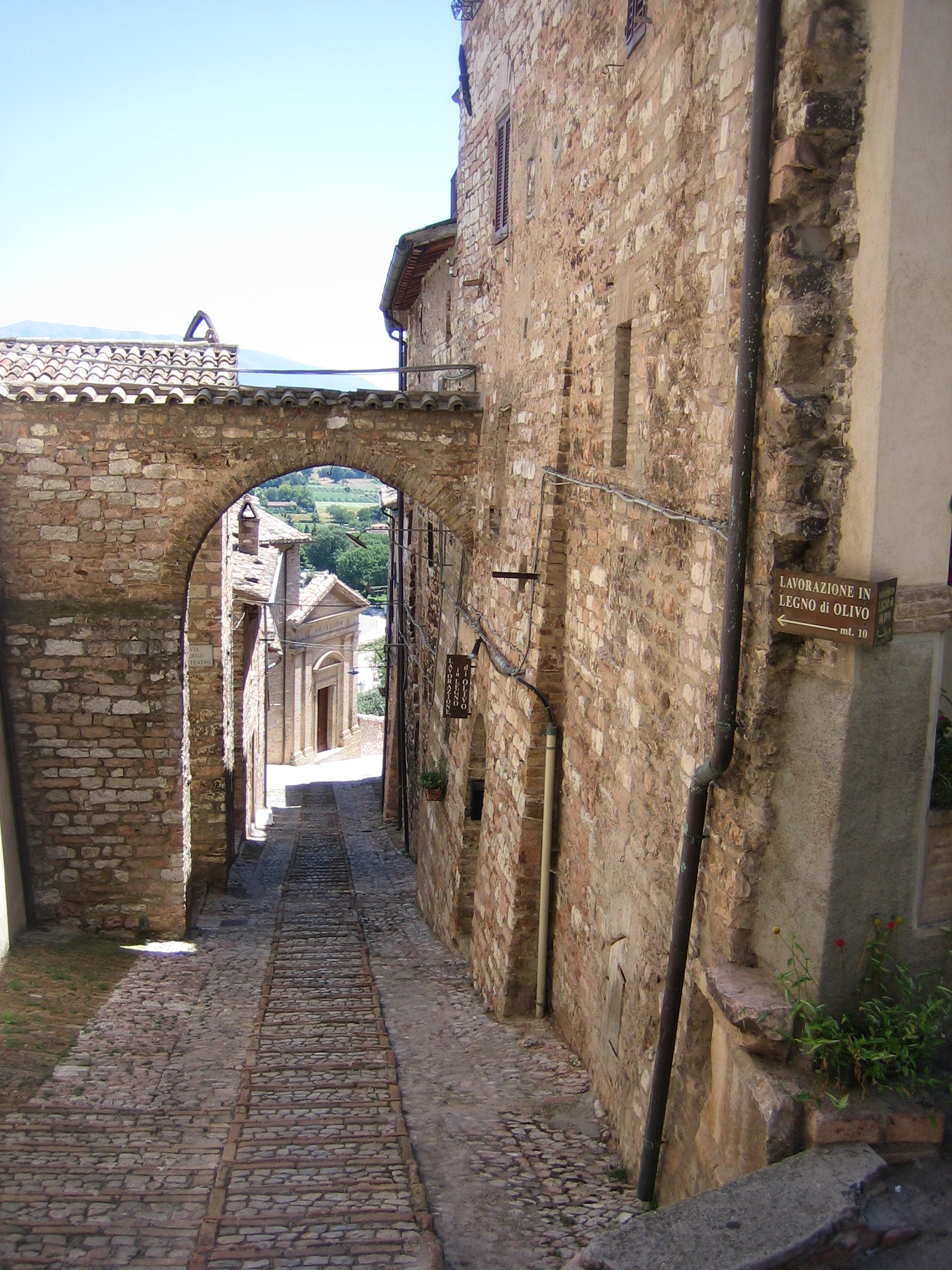
Gasse in Spello

- geschlossener Mauerring, wobei der erste mit insgesamt 2 km Länge aus der Zeit des römischen Kaisers Augustus stammt. Die Erweiterung mit dem Neubau der nördlichen Stadtmauern fand um 1360 statt.
- Teile der römischen Stadtmauern sind besonders gut im Bereich der Porta Urbica erhalten
- Rocca – bis auf einen Turm, einige Mauern und Substruktionen ist die Burg des Kardinals Albornoz zerstört

Stadttore
- Porta Urbica – einbogiges Stadttor aus römischer Zeit
- Porta Consolare – wichtigstes Tor der Stadt, stammt aus der Zeit der römischen Republik, im 16. Jahrhundert mit drei beim Amphitheater gefundenen Statuen versehen
- Porta Venere – antike Doppeltoranlage mit je drei Bögen und innerem Hof, äußeres Tor mit zwei zwölfeckigen Türmen auf quadratischem Grundriss (zum Teil rekonstruiert)
- Porta Fontevecchia
- Porta Montanara – mittelalterliches Tor am Nordende des Mauerrings
- Arco di Augusto – Sockelfragmente eines römischen Stadttores in der Via Giulia
- Arco dei Cappucini – Reste eines römischen Tores im Bereich der Rocca

Kirchen und Kapellen

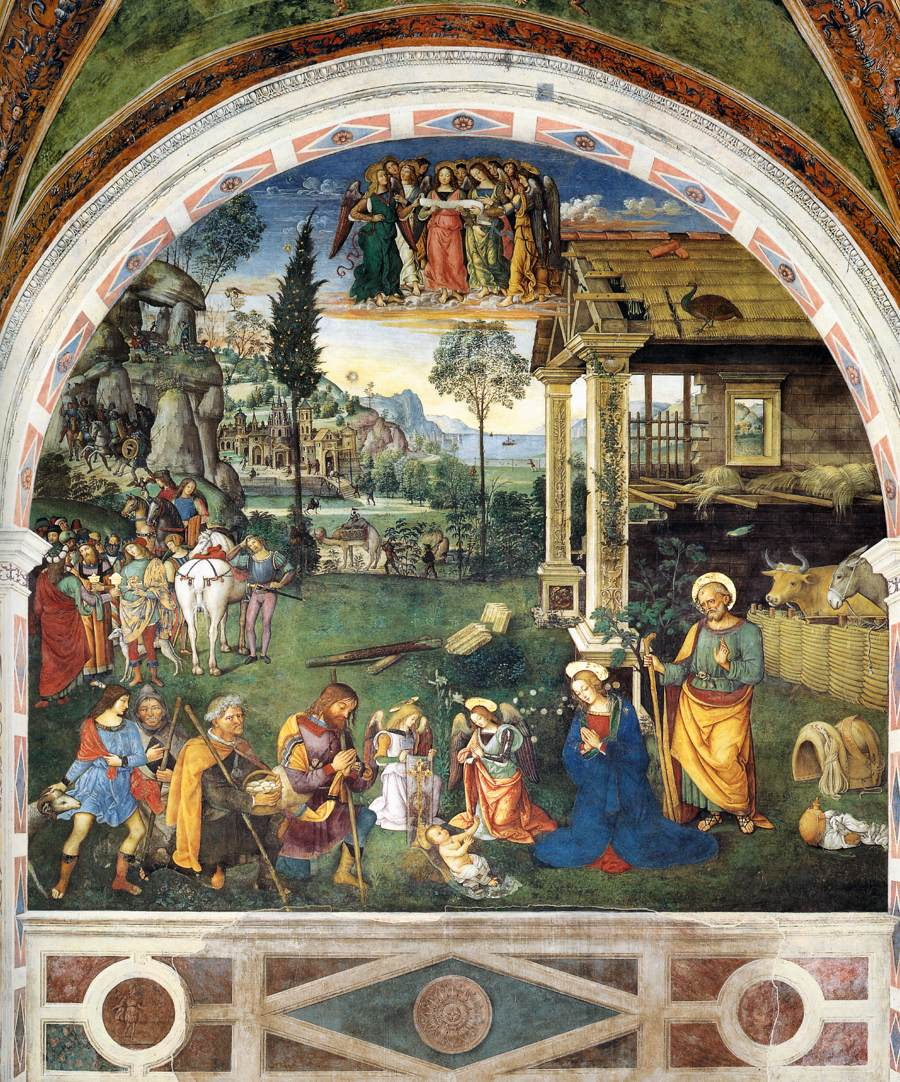
Santa Maria Maggiore, Cappella Baglioni, Anbetung der Hirten von Pinturicchio

- Cappella Tega – Kapelle aus dem 14. Jahrhundert, Fresken von Nicolò Alunno (umstritten, 1461)
- Santa Maria Maggiore – Kollegiatkirche, 1285 fertiggestellt und 1644 vergrößert; Cappella Baglioni mit Fresken von Pinturicchio (um 1500), in der Kirche Fresken von Perugino (1521), Kanzel von Simone da Campione (1545), Antonio de Gasparino, Bildhauer aus dem Luganertal, schuf von 1510 bis 1511 die Taufsteine[5]
- S. Andrea – Kirche aus dem Jahr 1258; Altarbild von Pinturicchio (1508, Werkstatt)
- San Lorenzo – Kirche um 1120 erbaut, mehrfach umgestaltet, mit einem Marmortabernakel von Flaminio Vacca (1589 entstanden) und dem Werk Storie di S. Lorenzo von Niccolò Circignani (Il Pomarancio genannt, 1567 entstanden)
- Santa Maria di Vallegloria – Kirche und Monasterium mit Fassade in romanischen Formen (um 1320 von den Klarissen gegründet)
- San Martino – kleine romanische Kirche
- Oratorio di San Biagio – kleines Oratorium mit Fresken aus dem 15. und 16. Jahrhundert
- Convento di Cappuccini – Kapuzinerkloster; im Klosterhof romanische Fassade der Kirche S. Severino (1180)
- S. Ventura – Kapelle eines Pilgerhospitals, 13. Jahrhundert

Andere Sehenswürdigkeiten

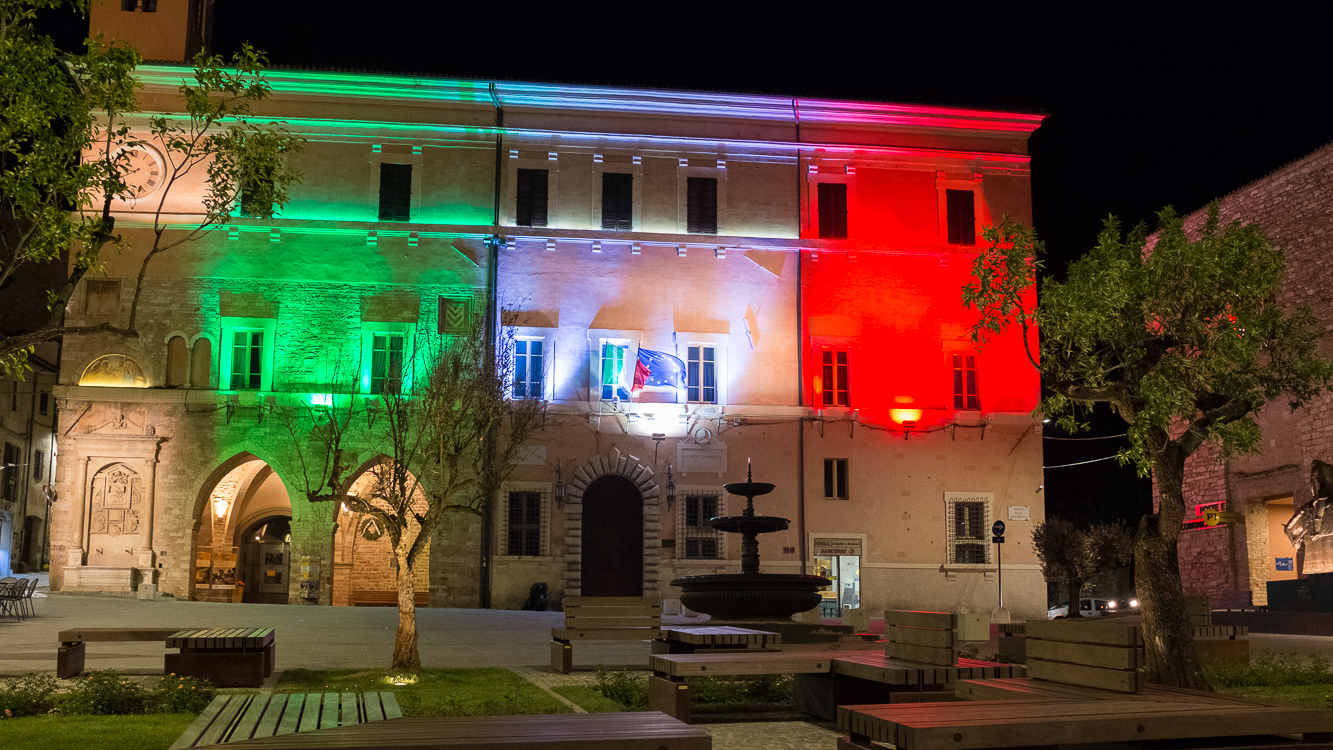
Palazzo Comunale, illuminiert

- Palazzo Comunale (Vecchio) – um 1270 errichtet, später umgestaltet, im Hof und im Gebäude archäologische Fundstücke, Spolien und Wandmalereien
- Brunnen auf der Piazza Repubblica mit Wappen von Papst Julius III., um 1550 entstanden
- Pinacoteca Civica – städtische Kunstsammlung, vor allem mit Werken aus Mittelalter und Renaissance

Außerhalb von Spello
- Amphitheater – 1. Jahrhundert n. Chr., nur in Resten erhalten
- S. Claudio – romanische Kirche, Ende des 12. Jahrhunderts; Fresken
- S. Maria della Rotonda (auch Chiesa Tonda) – Zentralbau von 1517, Fresken, Substanz sehr vernachlässigt

## L’infiorata
Am italienischen Fronleichnamswochenende findet das Fest L’infiorata di Spello statt. In der Nacht von Samstag auf Sonntag werden die Straßen mit extra für diesen Zweck entworfenen Blumen-Bildern geschmückt. Die Einwohner von Spello legen die ganze Nacht diese Kunstwerke aus Millionen von farbigen Blütenblättern, über die am nächsten Tag die Fronleichnamsprozession zur Kirche zieht.

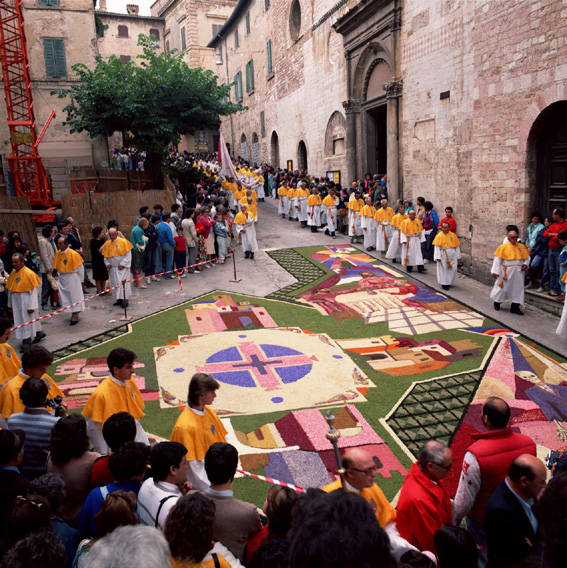
L’infiorata
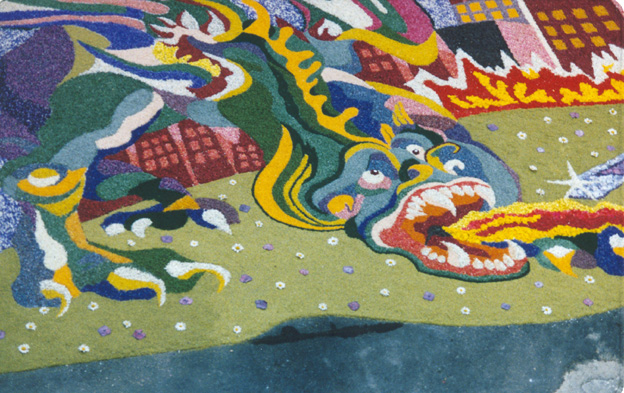
Detail
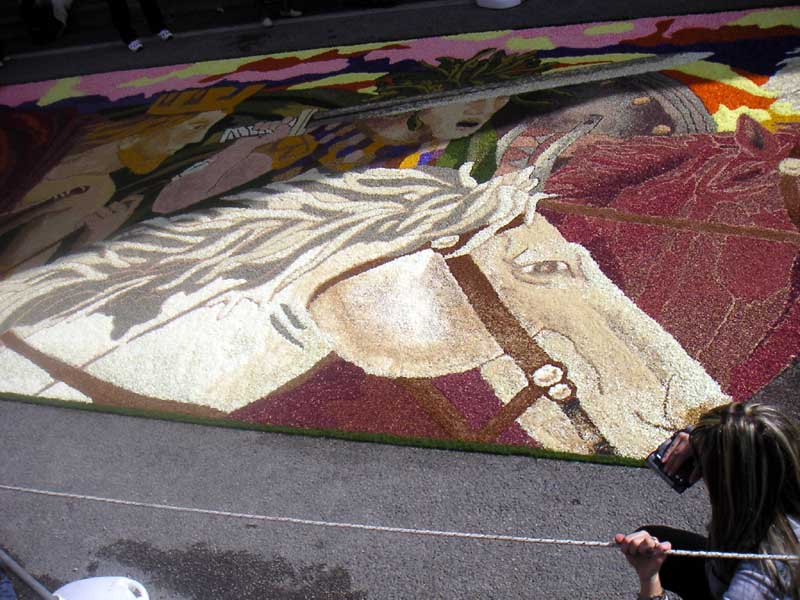
Detail
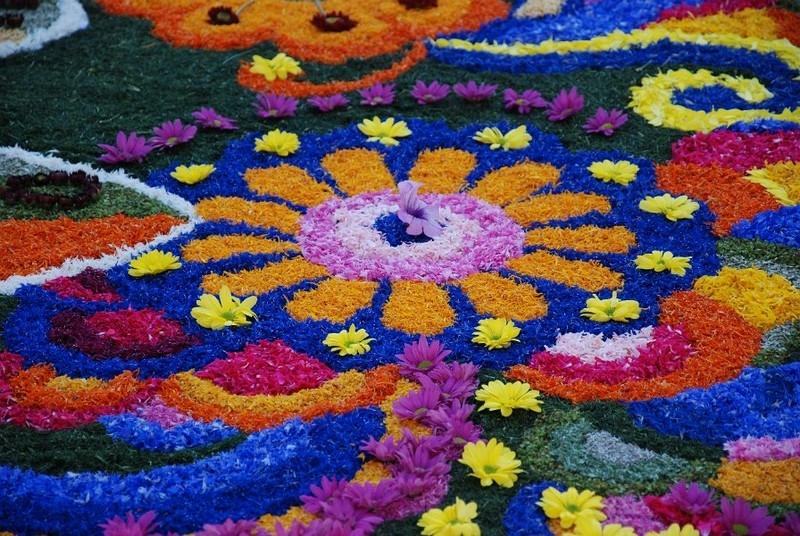
Detail

## Gemeindepartnerschaften
- Italien: Alfonsine, seit 1974[6]
- Portugal: Murça, seit 2012[7]

## Söhne und Töchter der Stadt
- Francesco Vettori (1693–1770),  Antiquar, Antikensammler und päpstlicher Museumskurator
- Giovanni Benedetti (1917–2017), römisch-katholischer Bischof von Foligno
- Giovanni Battistelli OFM (1933–2011), Franziskanerpater und von 1998 bis 2004 Kustos des Heiligen Landes